# No Name Boys
No Name Boys (Иo Иame Boys), portugalska navijačka skupina koja podržava nogometni klub S.L. Benfica iz Lisabona. Skupina je osnovana 4. ožujka 1992. U vrijeme domaćih utakmica smješteni su na južnom dijelu stadiona Estádio da Luz koji nazivaju Topo Sul.
Već dvije godine nakon osnivanja (1994) skupina broji preko 4.000 pripadnika. Te iste godine na jesen na jednoj utakmici u Splitu protiv Benfice doputovali su s navijačima i Gullit (Jorge "Gullit" Maurício) njihov vođa, Tino (Laurentino "Tino" Soares) i Rita (Ana Rita Fernandes), troje njihovih pripadnika koji su poginuli na povratku kući u Portugal. Kako je u to vrijeme u Hrvatskoj bio rat, NN Boysi su došli s transparentima na kojima je pisalo "Freedom for Croatia". U spomen na poginule na uzvratnoj utakmici otišli su neki pripadnici Torcide u Portugal i prije utakmice pred tribinu NN Boysa položili vijenac za stradalu trojku. 
Iz svega ovoga rodilo se veliko prijateljstvo između dviju navijačkih skupina.
- NN Boysi na Estádio da Luz, 2009
- NN Boys 2010
- No name Boys na Topo Sulu
- tetovaža navijača